# جودي تيرنر-سميث
جودي تيرنر-سميث هي ممثلة بريطانية ولدت في 7 سبتمبر 1986.

## روابط خارجية
- جودي تيرنر-سميث على موقع IMDb (الإنجليزية)
- جودي تيرنر-سميث على موقع قاعدة بيانات الفيلم (الإنجليزية)